# Lino Brocka
Catalino Ortiz Brocka, conegut artísticament com Lino Brocka (3 d'abril de 1939 – 22 de maig de 1991) va ser un director de cinema filipí. És considerat àmpliament com un dels cineastes més influents i significatius de la història del cinema filipí. Va ser cofundador de l'organització Concerned Artists of the Philippines (CAP), dedicada a ajudar els artistes a abordar els problemes amb què s'enfronta el país, i el Free the Artist Movement. Va ser membre de la Coalició per la Restauració de la Democràcia.
Va dirigir pel·lícules de referència com Tinimbang Ka Ngunit Kulang (1974), Maynila sa mga Kuko ng Liwanag (1975), Insiang (1976), Bayan Ko: Kapit sa Patalim (1984), i Orapronobis (1989). Després de la seva mort en un accident de cotxe el 1991, va rebre pòstumament el premi d'Artista Nacional de Cinema de Filipines per "haver fet contribucions significatives al desenvolupament de les arts filipines". El 2018, la Junta de Reclamacions de Víctimes de Drets Humans va identificar a Brocka com a víctima de violacions dels drets humans de Motu Proprio de l'Era de la llei marcial.

## Primers anys
Brocka va néixer a Pilar (Sorsogon). Va créixer i viure a San Jose (Nueva Ecija) i es va graduar a Nueva Ecija High School el 1956.

## Carrera
Va dirigir la seva primera pel·lícula, Wanted: Perfect Mother, basada en The Sound of Music i una sèrie de còmics locals, l'any 1970. Va guanyar un premi al millor guió al Festival de Cinema de Manila de 1970. Més tard aquell mateix any també va guanyar el premi al millor director del Consell Ciutadà de Mitjans de Comunicació per la pel·lícula Santiago!
El 1974, Brocka va dirigir Tinimbang Ka Ngunit Kulang ("Has estat pesat i trobat desitjós"), que explicava la història d'un adolescent que creixia en un poble petit enmig de les seves petites i greus injustícies. Va ser un èxit de taquilla i li va valer a Brocka un altre premi al millor director, aquesta vegada de l'Acadèmia de les Arts i les Ciències del Cinema de Filipines (FAMAS).
L'any següent, va dirigir Maynila sa mga Kuko ng Liwanag ("Manila a les urpes de la llum"), que és considerada per molts crítics, inclòs el crític i historiador de cinema britànic Derek Malcolm, la millor pel·lícula filipina mai feta. La pel·lícula explica la història al·legòrica d'un jove de províncies anomenat Julio Madiaga que va a Manila a buscar el seu amor perdut, Ligaya Paraiso. La trama episòdica el fa anar d'una aventura a una altra fins que finalment troba a Ligaya. Gran part de l'aclamació de la pel·lícula es dirigeix a l'excel·lent cinematografia de Mike de Leon, que més tard dirigiria pel·lícules de referència com ara Kisapmata i Batch '81. La pel·lícula va guanyar els premis FAMAS a la millor pel·lícula, millor director, millor actor i millor actor secundari el 1976.
Insiang (1976) va ser la primera pel·lícula filipina que es va mostrar mai al Festival de Cinema de Canes. Es va projectar a la secció de la Quinzena de Realizadors del 31è Festival Internacional de Cinema de Canes.Es considera una de les millors pel·lícules de Brocka — alguns diuen la seva obra mestra. La pel·lícula se centra en una dona jove anomenada Insiang que viu a l'infame barri de Manila, Tondo. És una tragèdia Shakespeariana que tracta de la violació d'Insiang per part de l'amant de la seva mare, i la seva venjança posterior.
La pel·lícula Jaguar (1979) va ser nominada a la Palma d'Or al 33è Festival Internacional de Cinema de Canes, convertint-se en la primera pel·lícula filipina a competir. a la competició principal del festival. Va guanyar la millor pel·lícula i el millor director als Premis FAMAS de 1980. També va guanyar cinc Premi Gawad Urian, incloent Millor pel·lícula i Millor Direcció.
El 1981, Brocka va tornar a la Quinzena del Director de Cannes amb la seva tercera entrada, Bona, una pel·lícula sobre l'obsessió.
El 1983, Brocka va crear l'organització Concerned Artists of the Philippines (CAP), que va dirigir durant dos anys. La seva posició va ser que els artistes eren abans que res ciutadans i, com a tals, han d'abordar els problemes amb què s'enfronta el país. El seu grup es va activar en manifestacions antigovernamentals després de l'assassinat de Benigno Aquino Jr., convertint-se finalment en una de les organitzacions progressistes que representaven artistes i treballadors culturals del país. El 28 de gener de 1985, Brocka i el també cineasta Behn Cervantes van ser arrestats en una vaga de transport nacional organitzada per conductors de transport públic. Se'ls va acusar d'organitzar reunions il·legals i se'ls va denegar la llibertat sota fiança. Tots dos directors van negar ser líders de la vaga, afirmant que hi assistien en simpatia amb els conductors. Van ser alliberats 16 dies després, després de la pressió pública perquè el president Ferdinand Marcos alliberés els directors. Es va unir a la Coalició per a la Restauració de la Democràcia després del seu alliberament.
El 1984, Bayan Ko ("El meu país") va ser considerada subversiva pel govern de Ferdinand Marcos, i va viure una batalla legal perquè es mostrés sense tallar. Al 37è Festival Internacional de Cinema de Canes de 1984, però, va ser nominat a la Palma d'Or. Va obtenir quatre honors als premis Gawad Urian de 1986, inclosa la millor pel·lícula.
El 1986, Brocka va ser membre del jurat al 39è Festival Internacional de Cinema de Canes.
Brocka va dirigir més de quaranta pel·lícules. Macho Dancer (1988) es va projectar a les Filipines en el moment del seu llançament, però va ser molt censurada a causa del seu contingut polític i sexual. Brocka va introduir de contraban en secret una impressió de 35 mm sense censura de la pel·lícula per evadir la censura del govern; l'impressió es troba ara a la col·lecció del Museu d'Art Modern. Altres obres notables inclouen Orapronobis (títol internacional: Fight for Us) (1989) i Gumapang Ka sa Lusak (1990). El 1990, el director de fotografia habitual de Brocka, Pedro Manding Jr., va ser trobat mort apunyalat en un canal de Quezon City, i les autoritats van identificar més tard l'autor com una persona de Labrador (Pangasinan).
Per la seva oposició contra el règim de Marcos, el 1986 va ser nomenat per la presidenta Corazon Aquino membre de la Comissió Constitucional de 1986 per redactar una nova constitució per al país. Finalment va dimitir l'agost de 1986. La seva principal contribució a la Constitució de 1987 és l'article III, secció 4. Segons el jutge Adolfo Azcuna, va ser l'únic delegat que havia aconseguit modificar la Carta de Drets.
Una de les últimes coses per les quals Brocka va fer campanya va ser l'eliminació de les bases dels Estats Units a les Filipines. Continuaria fent-ho, instant als senadors i al govern a retirar la presència militar dels EUA al país, fins a la seva mort.
Brocka era obertament gai i es va convertir al mormonisme.

## Mort
El 22 de maig de 1991, Brocka i l'actor William Lorenzo van abandonar el Spindle Music Lounge, on van veure un espectacle protagonitzat per Malu Barry, en un Toyota Corolla de 1991 conduït per Lorenzo, cap a casa a Tandang Sora a Quezon City, Metro Manila. Cap a les 1:30 a.m., el cotxe va xocar contra un pal elèctric fet de formigó al llarg de l'avinguda East, després que Lorenzo intentés evitar que un tricicle es desviés sobtadament cap al seu camí. Tant Brocka com Lorenzo van ser traslladats d'urgència al centre mèdic de l'East Avenue, on Brocka va ser declarat mort a l'arribada, amb Lorenzo en estat crític, però declarat fora de perill pels metges. El 1997, Brocka va rebre la distinció pòstum d'Artista Nacional de Cinema.

## Llegat

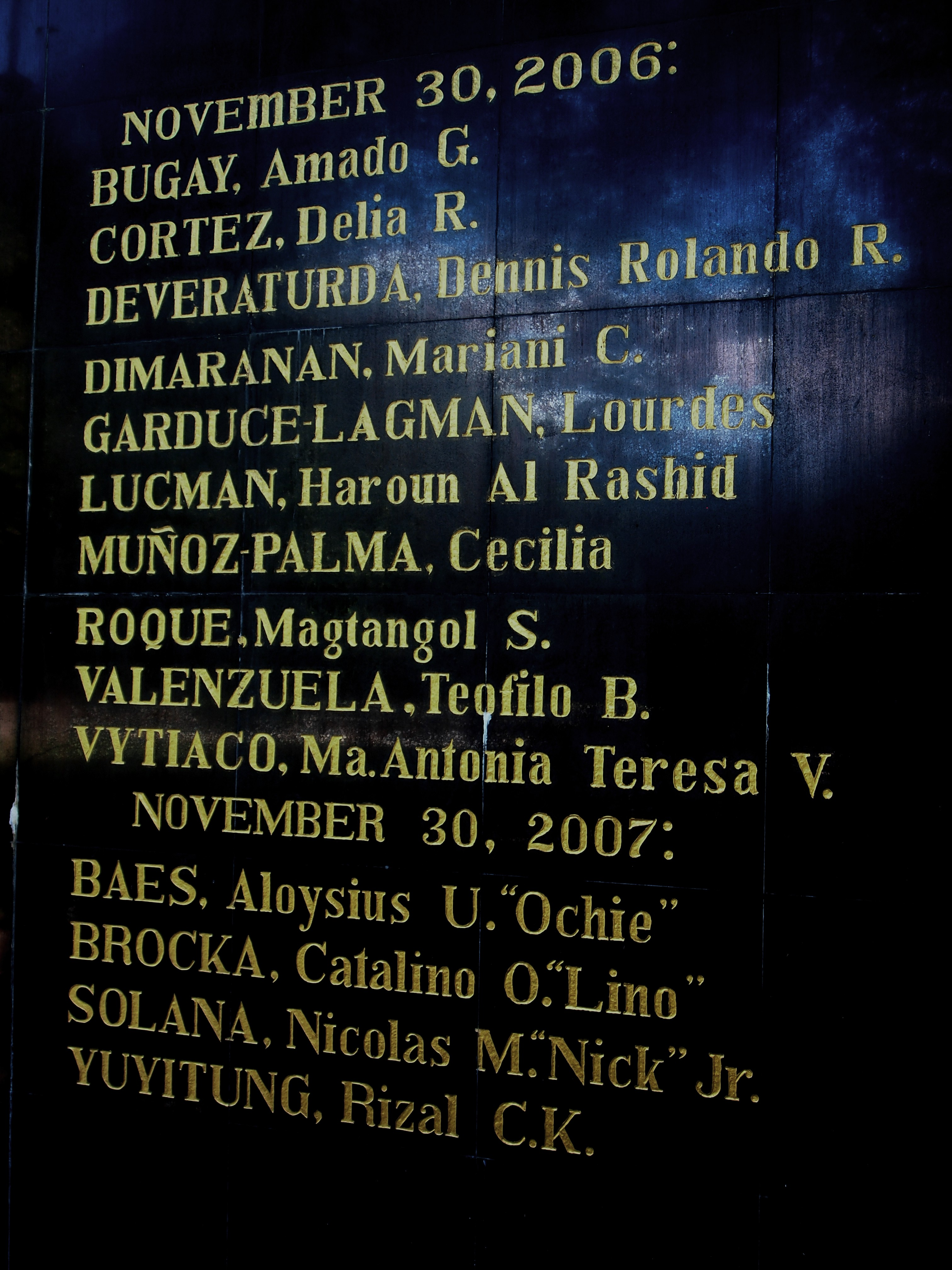
Detall del Mur del Record al Bantayog ng mga Bayani, que mostra noms del lot de Bantayog Honorees de 2007, inclòs el de Lino Brocka.

El nom de Lino Brocka s'ha inclòs al Mur del Record de Bantayog ng mga Bayani, reconeix quins són els herois i màrtirs que van lluitar contra la llei marcial a les Filipines sota Ferdinand E. Marcos.
Brocka també va ser reconegut per la Universitat de les Filipines (U.P.), la seva alma mater, per la seva implicació en la lluita contra la llei marcial a les Filipines. A les cerimònies de reconeixement celebrades a la U.P., l'aleshores presidenta de la universitat Emerlinda Roman va lamentar com la "La dictadura havia aixafat els somnis de futur [dels estudiants i antics alumnes de la U.P.]". Roman va dir que el reconeixement es va fer per "recordar el seu extraordinari valor". L'antic senador Jovito Salonga també va assenyalar els sacrificis fets pels homenatjats. En el seu discurs a l'audiència, Salonga va dir: "Prometem als seus familiars que mai oblidarem els seus sacrificis perquè la llum de la justícia no s'apagui mai en aquest país el sòl fèrtil del qual va ser rentat per la seva sang."
El Consell de Desenvolupament de les Filipines va organitzar una retrospectiva de les pel·lícules de Brocka del 20 al 25 de setembre de 2016, "en record de la proclamació de la Llei Marcial fa 44 anys." A la Cinemateca de Manila es van projectar les pel·lícules de Brocka i el documental Signed: Lino Brocka. També es va celebrar un simposi, una taula rodona amb supervivents de la llei marcial i un taller d'edició de pel·lícules com a part de la retrospectiva.
Contestable Nation-Space Cinema, Cultural Politics, and Transnationalism in the Marcos-Brocka Philippines, un llibre del professor de la Universitat de les Filipines Rolando B. Tolentino, se centra en el compromís de Brocka amb la societat i la dictadura a les Filipines. El llibre explora "El compromís fílmic i la crítica de Brocka a la política de Marcos proporcionen la condició de possibilitat que permet que la dictadura es cohesioni i es fragmenti, i que el cinema filipí dels anys setanta i vuitanta sigui un important receptacle i símptoma de les negociacions amb la dictadura, permetent aquesta última posar en primer pla les subversions a l'estat i al seu ordre."
El Centre Cultural de Filipines va commemorar el 70è aniversari del naixement de Brocka el 2009 amb "Remembering Brocka: Realities/Rarities", una sèrie de projeccions de les pel·lícules de Brocka i el públic després de les projeccions.
El 1987 es va publicar el documental Signed: Lino Brocka dirigit per Christian Blackwood. Va guanyar el 1988 Peace Film Award al Festival Internacional de Cinema de Berlín.
L'Associació de Teatre Educatiu de Filipines, on Brocka va ser director executiu, a anomenar la seva sala polivalent Lino Brocka Hall, en memòria del director.
El professor de dret Tony La Viña va assenyalar la importància de la decisió del Cort Suprema de Filipines de 1990 en el Brocka vs. Enrile, que, per a La Viña, "il·lustra... quina diferència fa la democràcia." Brocka, Behn Cervantes, i Howie Severino van ser arrestats per agents del Districte de Policia del Nord en una manifestació de protesta el 1985 mentre Ferdinand Marcos encara era president. Posteriorment, Brocka, Cervantes i Severino van ser acusats de reunions il·legals i d'incitació a la sedició. En una decisió emesa després de la revolució del Poder Popular, la Cort Suprema va dictaminar que el procés penal contra Brocka et al. van suposar persecució i van ser "empreses per funcionaris de l'estat de mala fe."

## Filmografia
| Any  | Títol en anglès              | Títol original                                               | Director | Guionista | Notes |
| ---- | ---------------------------- | ------------------------------------------------------------ | -------- | --------- | --- |
| 1970 | Wanted: Perfect Mother       | -                                                            | Sí       | Sí        | Primera pel·lícula; basada en una novel·la de Mars Ravelo |
| 1970 | The Arizona Kid              | -                                                            | No       | Sí        | Dirigida per Luciano B. Carlos |
| 1970 | Santiago!                    | -                                                            | Sí       | Sí        | |
| 1970 | Dipped in Gold               | Tubog sa Ginto                                               | Sí       | Sí        | Basat en la sèrie de còmics de Mars Ravelo |
| 1971 | Now                          | -                                                            | Sí       | Sí        | Pel·lícula perduda |
| 1971 |                              | Lumuha pati mga anghel                                       | Sí       | No        | Acreditat com a Lino O. Brocka |
| 1971 | Cadena de amor               | -                                                            | Sí       | No        | Acreditat com a Lino Brocka Ortiz |
| 1971 | Stardoom                     | -                                                            | Sí       | No        | |
| 1972 | Villa Miranda                | -                                                            | Sí       | No        | |
| 1972 | Cherry Blossoms              | -                                                            | Sí       | Sí        | Pel·lícula perduda |
| 1974 | Weighed But Found Wanting    | Tinimbang Ka Ngunit Kulang                                   | Sí       | Sí        | |
| 1974 | Three, Two, One              | Tatlo, Dalawa, Isa                                           | Sí       | No        | |
| 1975 | Manila in the Claws of Light | Maynila sa Mga Kuko ng Liwanag                               | Sí       | No        | Basada en la novel·la In the Claws of Brightness d’Edgardo M. Reyes                                                                                          |
| 1975 |                              | Dung-aw                                                      | Sí       | No        | Adaptació musical de la vida de la heroïna filipina Gabriela Silang                                                                                          |
| 1976 |                              | Lunes, Martes, Miyerkules, Huwebes, Biyernes, Sabado, Linggo | Sí       | Sí        | Pel·lícula perduda |
| 1976 | Insiang                      | -                                                            | Sí       | No        | Projectada sota la Quinzena de Cineastes del 31è Festival Internacional de Cinema de Canes                                                                   |
| 1977 |                              | Tahan na Empoy, tahan                                        | Sí       | No        | |
| 1977 |                              | Inay                                                         | Sí       | No        | |
| 1978 |                              | Mananayaw                                                    | Sí       | No        | |
| 1978 | My Father, My Mother         | Ang Tatay Kong Nanay                                         | Sí       | No        | |
| 1978 | Wake Up, Maruja              | Gumising Ka… Maruja                                          | Sí       | No        | Basada den la novel·la Maruja de Mars Ravelo |
| 1978 |                              | Hayop sa hayop                                               | Sí       | No        | |
| 1978 | Rubia Servios                | -                                                            | Sí       | No        | Basada en la narració “Unforgettable Legal Story” d’Aida Sevilla Mendoza                                                                                     |
| 1979 |                              | Init                                                         | Sí       | Sí        | |
| 1979 |                              | Ina, kapatid, anak                                           | Sí       | No        | |
| 1979 | Jaguar                       | -                                                            | Sí       | No        | Basada en l’assaig de 1961 “The Boy Who Wanted to Become Society” de Nick Joaquin; projectada en competició al 33è Festival Internacional de Cinema de Canes |
| 1979 | Whore of a Mother            | Ina Ka ng Anak Mo                                            | Sí       | No        | Secció oficial del 1979 Metro Manila Film Festival |
| 1980 | Stolen Love                  | Nakaw Na Pag-Ibig                                            | Sí       | No        | |
| 1980 | Angela Markado               | -                                                            | Sí       | No        | |
| 1980 | Bona                         | -                                                            | Sí       | No        | |
| 1981 |                              | Kontrobersyal!                                               | Sí       | No        | |
| 1981 |                              | Burgis                                                       | Sí       | No        | |
| 1981 | Hello, Young Lovers          | -                                                            | Sí       | No        | |
| 1981 |                              | Dalaga si misis, binata si mister                            | Sí       | No        | |
| 1981 | Caught in the Act            | -                                                            | Sí       | No        | |
| 1982 | PX                           | -                                                            | Sí       | No        | |
| 1982 | In This Corner               | In Dis Korner                                                | Sí       | No        | |
| 1982 |                              | Palipat-lipat, papalit-palit                                 | Sí       | No        | |
| 1982 | Mother Dear                  | -                                                            | Sí       | No        | |
| 1982 | Cain and Abel                | Cain at Abel                                                 | Sí       | No        | |
| 1983 | Strangers in Paradise        | -                                                            | Sí       | No        | |
| 1983 | Hot Property                 | -                                                            | Sí       | No        | |
| 1984 | This Is My Country           | Bayan Ko: Kapit sa Patalim                                   | Sí       | No        | Projectada en competició al 37è Festival Internacional de Cinema de Canes                                                                                    |
| 1984 | Adultery                     | -                                                            | Sí       | No        | |
| 1984 |                              | Akin ang iyong katawan                                       | Sí       | No        | |
| 1984 | Experience                   | -                                                            | Sí       | No        | |
| 1985 | Miguelito                    | Miguelito: Batang rebelde                                    | Sí       | No        | |
| 1985 | White Slavery                | -                                                            | Sí       | No        | |
| 1985 |                              | Ano ang kulay ng mukha ng Diyos?                             | Sí       | No        | |
| 1986 |                              | Napakasakit, kuya Eddie                                      | Sí       | No        | |
| 1987 |                              | Maging akin ka lamang                                        | Sí       | No        | Refeta el 2008 com a sèrie de televisió per GMA Network |
| 1987 |                              | Pasan ko ang daigdig                                         | Sí       | No        | Refeta el 2007com a sèrie de televisió per GMA Network |
| 1988 | Three Faces of Love          | Tatlong Mukha ng Pag-Ibig                                    | Sí       | No        | Pel·lícula d’antologia amb Emmanuel Borlaza i Leroy Salvador; segment: "Ang Silid" (lit. "The Room")                                                         |
| 1988 | Macho Dancer                 | -                                                            | Sí       | No        | Projectada fora de competició al Festival Internacional de Cinema de Toronto de 1988                                                                         |
| 1988 | God Is Still Sleeping        | Natutulog Pa ang Diyos                                       | Sí       | No        | Basada en una novel·la de Ruben R. Marcelino; refeta el 2007 com a sèrie de televisió per ABS-CBN                                                            |
| 1989 |                              | Kailan mahuhugasan ang kasalanan?                            | Sí       | No        | |
| 1989 | Fight for Us                 | Orapronobis                                                  | Sí       | No        | Projectada fora de competició al 42è Festival Internacional de Cinema de Canes                                                                               |
| 1989 |                              | Babangon ako’t dudurugin kita                                | Sí       | No        | Refeta el 2008 com a sèrie de televisió per GMA Network |
| 1990 |                              | Kung tapos na ang kailanman                                  | Sí       | No        | |
| 1990 | Dirty Affair                 | Gumapang Ka Sa Lusak                                         | Sí       | No        | Refeta el 2010 com a sèrie de televisió per GMA Network |
| 1990 | All Be Damned                | Hahamakin Lahat                                              | Sí       | No        | |
| 1990 | Victim                       | Biktima                                                      | Sí       | No        | |
| 1990 |                              | Ama… Bakit mo ako pinabayaan?                                | Sí       | No        | |
| 1990 | How Are the Kids?            | -                                                            | Sí       | No        | Pel·lícula d’antologia amb Jean-Luc Godard, Jerry Lewis, Anne-Marie Miéville, Rolan Bykov, Ciro Durán, i Euzhan Palcy; segment: "Oca"                        |
| 1991 | In Spite of Everything       | Sa Kabila ng Lahat                                           | Sí       | No        | |
| 1991 | Spark in the Dark            | Kislap sa Dilim                                              | Sí       | No        | |
| 1991 | A Plea to God                | Makiusap Ka Sa Diyos                                         | Sí       | No        | Darrera pel·lícula |
| 1991 |                              | Huwag mong salingin ang sugat ko                             | No       | Sí        | Dirigida per Christopher de Leon |
| 1992 | Lucia                        | -                                                            | No       | Sí        | Dirigida per Mel Chionglo |

## Premis
Brocka va rebre el Premi Ramon Magsaysay per al periodisme, la literatura i les arts de la comunicació creativa el 1985, per "fer del cinema un comentari social vital, despertar la consciència pública de les inquietants realitats de la vida entre els filipins pobres". Va ser nomenat pòstumament Artista Nacional de Cinema de Filipines el 1997.
| Any  | Grup                               | Categoria                                                       | Treball                          | Result    |
| ---- | ---------------------------------- | --------------------------------------------------------------- | -------------------------------- | --------- |
| 1984 | British Film Institute Awards      | Trofeu Sutherland                                               | Bayan Ko: Kapit Sa Patalim       | Guanyador |
| 1984 | Festival de Cinema de Canes        | Palme d'Or                                                      | Bayan Ko: Kapit Sa Patalim       | Nominat   |
| 1980 | Festival de Cinema de Canes        | Palme d'Or                                                      | Jaguar                           | Nominat   |
| 1992 | Premis FAMAS                       | Saló de la Fama                                                 | Director                         | Guanyador |
| 1991 | Premis FAMAS                       | Millor director                                                 | Gumapang Ka Sa Lusak             | Guanyador |
| 1990 | Premis FAMAS                       | Millor director                                                 | Macho Dancer                     | Nominat   |
| 1986 | Premis FAMAS                       | Millor director                                                 | Bayan Ko: Kapit Sa Patalim       | Nominat   |
| 1986 | Premis FAMAS                       | Millor director                                                 | Miguelito: Batang Rebelde        | Nominat   |
| 1983 | Premis FAMAS                       | Millor director                                                 | Cain at Abel                     | Nominat   |
| 1980 | Premis FAMAS                       | Millor director                                                 | Jaguar                           | Guanyador |
| 1979 | Premis FAMAS                       | Millor director                                                 | Gumising Ka... Maruja            | Nominat   |
| 1978 | Premis FAMAS                       | Millor director                                                 | Tahan na Empoy, tahan            | Nominat   |
| 1977 | Premis FAMAS                       | Millor director                                                 | Insiang                          | Nominat   |
| 1976 | Premis FAMAS                       | Millor director                                                 | Maynila: Sa Mga Kuko Ng Liwanag  | Guanyador |
| 1975 | Premis FAMAS                       | Millor director                                                 | Tinimbang Ka Ngunit Kulang       | Guanyador |
| 1973 | Premis FAMAS                       | Millor director                                                 | Villa Miranda                    | Nominat   |
| 1972 | Premis FAMAS                       | Millor director                                                 | Stardoom                         | Nominat   |
| 1971 | Premis FAMAS                       | Millor director                                                 | Tubog Sa Ginto                   | Guanyador |
| 1991 | Premis FAP, Filipines              | Millor director                                                 | Gumapang Ka Sa Lusak             | Guanyador |
| 1986 | Premis FAP, Filipines              | Millor director                                                 | Bayan Ko: Kapit Sa Patalim       | Guanyador |
| 1992 | Premis Gawad Urian                 | Millor direcció (Pinakamahusay na Direksyon)                    | Sa Kabila Ng Lahat               | Nominat   |
| 1991 | Premis Gawad Urian                 | Millor direcció (Pinakamahusay na Direksyon)                    | Gumapang Ka Sa Lusak             | Nominat   |
| 1990 | Premis Gawad Urian                 | Millor direcció (Pinakamahusay na Direksyon)                    | Macho Dancer                     | Nominat   |
| 1986 | Premis Gawad Urian                 | Millor direcció (Pinakamahusay na Direksyon)                    | Bayan Ko: Kapit Sa Patalim       | Nominat   |
| 1986 | Premis Gawad Urian                 | Millor direcció (Pinakamahusay na Direksyon)                    | Miguelito: Batang Rebelde        | Nominat   |
| 1984 | Premis Gawad Urian                 | Millor direcció (Pinakamahusay na Direksyon)                    | Hot Property                     | Nominat   |
| 1983 | Premis Gawad Urian                 | Millor direcció (Pinakamahusay na Direksyon)                    | Cain at Abel                     | Nominat   |
| 1981 | Premis Gawad Urian                 | Millor pel·lícula de la dècada (Natatanging Pelikula ng Dekada) | Insiang                          | Guanyador |
| 1981 | Premis Gawad Urian                 | Millor pel·lícula de la dècada (Natatanging Pelikula ng Dekada) | Jaguar                           | Guanyador |
| 1981 | Premis Gawad Urian                 | Millor pel·lícula de la dècada (Natatanging Pelikula ng Dekada) | Maynila sa Mga Kuko ng Liwanag   | Guanyador |
| 1981 | Premis Gawad Urian                 | Millor pel·lícula de la dècada (Natatanging Pelikula ng Dekada) | Tinimbang Ka Ngunit Kulang       | Guanyador |
| 1981 | Premis Gawad Urian                 | Millor direcció (Pinakamahusay na Direksyon)                    | Bona                             | Nominat   |
| 1980 | Premis Gawad Urian                 | Millor direcció (Pinakamahusay na Direksyon)                    | Jaguar                           | Guanyador |
| 1979 | Premis Gawad Urian                 | Millor direcció (Pinakamahusay na Direksyon)                    | Mananayaw                        | Nominat   |
| 1978 | Premis Gawad Urian                 | Millor direcció (Pinakamahusay na Direksyon)                    | Tahan na Empoy, tahan            | Nominat   |
| 1977 | Premis Gawad Urian                 | Millor direcció (Pinakamahusay na Direksyon)                    | Insiang                          | Nominat   |
| 1985 | Metro Manila Film Festival         | Millor director                                                 | Ano ang kulay ng mukha ng Diyos? | Guanyador |
| 1979 | Metro Manila Film Festival         | Millor director                                                 | Ina Ka ng Anak Mo                | Guanyador |
| 1983 | Festival de Nantes Tres Continents | Montgolfiere d’Or                                               | Angela Markado                   | Guanyador |
| 1992 | Young Critics Circle, Filipines    | Millor pel·lícula                                               | Sa Kabila ng Lahat               | Guanyador |
| 1991 | Young Critics Circle, Filipines    | Premi de plata                                                  | Hahamakin Lahat                  | Guanyador |